# Luta de rua
Luta de rua ou briga de rua, é um termo coloquial usado para designar o combate corpo-a-corpo não sancionado e geralmente ilegal que ocorra em locais públicos, entre indivíduos ou grupos de pessoas.
Ao contrário dos esportes de combate, uma luta de rua pode envolver armas, vários adversários ou vingança, e não tem regras. O local é geralmente um local público, como por exemplo uma rua, e a luta muitas vezes resulta em ferimentos graves ou mesmo a morte.

## Luta de rua e defesa pessoal
A principal diferença entre a luta de rua e a defesa pessoal, é que uma luta de rua é evitável, enquanto que uma situação de defesa pessoal não é. Um cenário típico pode envolver dois homens discutindo em um bar, em seguida, sugere uma intensificação no exterior, onde se inicia a luta. Assim, muitas vezes é possível evitar a luta recuando, enquanto que na defesa pessoal, uma pessoa não saberá que ela está prestes a ser atacada até que isto aconteça.
Na comunidade das artes marciais, luta de rua e defesa pessoal são muitas vezes considerados sinônimos.